# 4Pi顯微鏡
4Pi顯微鏡是改進軸向解析度的雷射掃描荧光显微镜 。分辨率由原本的500至700纳米提高到100-15纳米，幾乎相當於降低5至7倍焦显微镜的球狀焦點體積。

## 工作原理
通過同時將兩個反向的物鏡聚焦在同一個位置上可以提軸向的分辨率。且調整通過物镜的兩道光的光程差，使其最小。通過這個方法，在兩物鏡共同聚焦處的分子可以被相干地照亮，且可以收到相干地反射光或是透射光，例如：偵測器可以接收到發射光地相干疊加。用於照明與偵測的体角 {\displaystyle \Omega }也增加並接近理想狀態(样品同時照射和检测到来自各方向的光)。
在图中显示4Pi显微镜的操作模式。 激光由一分光鏡 (BS)分光並通過鏡子打在两个相反的物鏡。在共同焦点處，兩道聚焦光束會疊加。 激发的分子在这个位置发出荧光，且被兩個物鏡收集，由同一分光鏡收集，最後被分色镜 (DM)偏折至接收器。
在理想情况下，每个物镜可以收集立體角 {\displaystyle \Omega =2\pi }的光线。 因此，有两個物鏡可以收集所有方向方向的光(立體角 {\displaystyle \Omega =4\pi })。 此顯微鏡的名称也是得得自其最大可激發和可探测光的角度。實際上，物鏡最多只可達到約140°的孔徑角，其对应 {\displaystyle \Omega \approx 1.3\pi }。